# Жемчужная мечеть (Дели)
Жемчу́жная мече́ть (Язык хинди: मोती मस्जिद, Язык урду: موتی مسجد, перевод: Мечеть Моти) — белая мраморная мечеть, построенная императором Аурангзебом в Красном Форте в Дели, Индия, в 1659—1660 гг.
Мечети с тем же самым названием были построены падишахом Шах Джаханом I, отцом Аурандзеба, в Лахорском форте и в Агре.